# 巴克斯、维纳斯和阿里阿德涅 (丁托列托)
《巴克斯、维纳斯和阿里阿德涅》是意大利画家  雅格布·丁托列托 的一幅布面油画，绘制于1576–77 年，悬挂在威尼斯总督宫的候客厅，是这个房间四幅神话题材画作之一。 
这幅画描绘酒神巴克斯头戴花环，身穿树叶裙从海中而来，手拿一串葡萄和一枚婚戒。克里特岛的一位公主阿里阿德涅伸出无名指，女神维纳斯为她戴上星冠。阿里阿德涅 爱上忒修斯 ，忒修斯杀死阿里阿德涅的同母异父弟弟弥诺陶洛斯后，二人私奔，后来忒修斯将阿里阿德涅遗弃在纳克索斯岛。巴克斯发现了她，与她结婚，阿里阿德涅被升入众神的行列，成为北冕座星座。
阿里阿德涅是威尼斯的化身，受到众神的宠爱并加冕，这桩婚姻代表着威尼斯与大海的结合。